# Shahrak-e Bornābād
Shahrak-e Bornābād (persiska: شهرك برناباد) är en ort i Iran.   Den ligger i provinsen Lorestan, i den centrala delen av landet, 300 km sydväst om huvudstaden Teheran. Shahrak-e Bornābād ligger 1 891 meter över havet och antalet invånare är 377.
Terrängen runt Shahrak-e Bornābād är kuperad österut, men västerut är den platt.Runt Shahrak-e Bornābād är det ganska glesbefolkat, med 29 invånare per kvadratkilometer. Närmaste större samhälle är Aznā, 8,9 km väster om Shahrak-e Bornābād. Trakten runt Shahrak-e Bornābād består till största delen av jordbruksmark.